# 龕附天正金鉱
龕附天正金鉱（がんつきてんしょうきんこう）は、静岡県伊豆市土肥にある天正年間（1573年から1592年）に掘られた金を採掘するための手掘り坑道。

## 概要
1577年（天正5年）に開発された金鉱で、代官彦坂元成により運営されていたが、慶長年間に江戸幕府金山奉行の大久保長安の支配となり、1606年（慶長11年）に最盛期を迎える。
坑道は、山柿の大木が坑口にあり「柿木間歩」といわれた。全長100メートル、最奥部まで60メートル。松明をつけて作業していたので、逆さ階段など換気を考えた工夫が見られる。また、最奥に龕（女陰形金脈龕）が祀られている。これは、坑夫が最奥に金銀が多量に埋蔵する鉱脈を発見し、これ以上掘り進むと祟りがあると恐れ、龕を彫り山の神として祀ったところであり、全国的にここだけである。考古学者の軽部慈恩により「龕附天正金鉱」と名づけられた。また、日本大学の発掘調査で金の精錬炉跡も発見された。
土肥温泉の温泉街に位置し、伊豆市指定史跡に指定されている。坑道の外側に鉱脈の体験掘りができる場所がある。